# Astolfo Lunardi

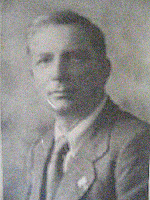
Astolfo Lunardi

Astolfo Lunardi (1. Dezember 1891 in Livorno – 6. Februar 1944 in Mompiano) war ein italienischer Lithograf, Gegner der faschistischen Repubblica Sociale Italiana und katholischer Vertreter der Resistenza. Er wurde verhaftet, gefoltert, gemeinsam mit Ermanno Margheriti vor Gericht gestellt, zum Tode verurteilt und hingerichtet.

## Leben und Werk
Astolfo Lunardi zog im Alter von 20 Jahren an den Gardasee, um in seinem erlernten Beruf zu arbeiten. Im Ersten Weltkrieg diente er in Padua beim Comando supremo als Lithograf, war aber auch in Kampfhandlungen involviert. 1917 wurde ihm die Tapferkeitsmedaille zugesprochen, weil er „an der Spitze eines Zuges kühn die Österreicher angriffen, auf sie eingestochen, sie erfasst und ihnen ein Maschinengewehr entrissen“ haben soll. 1927 ging er für einige Zeit nach Frankreich. Von 1929 bis 1934 führte er in Toscolano Maderno – gemeinsam mit seiner Frau Amedea Romegialli – ein Atelier für Design und Werbeplakate. Parallel zu seiner beruflichen Tätigkeit war er ehrenamtlich in einer Reihe katholischer Organisationen tätig, die Vereinigung der ehemaligen salesianischen Studenten, im Komitee für Wallfahrten, in der U.N.I.T.A.L.S.I., die Pilgerfahrten für Kranke und Behinderte nach Lourdes organisiert, in der lokalen Sektion der Arditi und als Vorsitzender der katholischen Männer der Pfarrgemeinde St. Lorenzo.
Nach dem Waffenstillstand von Cassibile und der Errichtung des faschistischen Satellitenstaates in Oberitalien im September 1943 widmete er sich vollständig dem Widerstand, leitete eine der Gruppi di Azione Patriottica (GAP) und organisierte die Bewegung in Brescia. Sein Haus wurde zum Hauptquartier der Partisanen. Er konnte eine Reihe junger Menschen zum Widerstand motivieren und wollte eine nationale Organisation mit dem Namen Guardia civica aufbauen. Dazu kam es nicht, auch weil er bereits ab dem 27. November 1943 von den Faschisten gesucht wurde. Er fand Zuflucht in der Umgebung, versteckte sich dann bei einem Freund in Mailand und lebte in den Provinzen Cremona und Mantova im Untergrund. Sein eigenes Haus betrat er nie wieder. Seine Widerstandstätigkeit setzte er fort. Beispielsweise nahm er am Gründungstreffen Brigate Fiamme Verdi teil.
Am 5. Januar 1944 wurde Ermanno Margheriti aus Cremona, seine rechte Hand, verhaftet. Durch Folter konnten die Faschisten aus ihm Informationen herauspressen, die schließlich tags darauf zur Verhaftung Lunardis führten. Auch er wurde von der politischen Abteilung der Quästur verhört und gefoltert. Es folgte die Anklage gegen beide wegen „Organisation bewaffneter Banden zur Begehung von Verbrechen gemäß Art. 347 C. P. und Guerilla-Aktionen gegen die Streitkräfte des Staates“. Der Prozess fand am 5. Februar 1944 statt. Lunardi versuchte in seiner Aussage, den erst 24-jährigen Mitangeklagten in Schutz zu nehmen und alle Schuld auf sich zu nehmen. Trotzdem wurden beide zum Tode verurteilt. Um 4 Uhr morgens des nächsten Tages wurden Lunardi und Margheriti durch ein Erschießungskommando am Schießstand von Mompiano hingerichtet.
Heute befindet sich auf dem weitläufigen Gelände eine Schule, die seinen Namen trägt, und ein Gedenkstein, der an beide Hingerichtete erinnert.
Antonio Fappani schrieb über ihn: „Er hatte Widersacher, keine Feinde. Für ihn waren alle Brüder, und für alle war er froh sich zu opfern ....“

## Auszeichnung
- 1917 Medaglia d’argento al Valor Militare

## Gedenken
Die Widerstandszeitschrift Il Ribelle (Der Rebell), gegründet im März 1944 von Carlo Bianchi, Teresio Olivelli und Claudio Sartori, widmete die Titelseite ihrer ersten Ausgabe den Biografien und der Würdigung der beiden soeben Hingerichteten, Astolfo Lunardi und Ermanno Margheriti. Die Divisione Fiamme Verdi Lunardi, benannt nach ihm, war eine Kampfabteilung der Brigate Fiamme Verdi.
Das Istituto Lunardi, eine Sekundarschule in Brescia, trägt seinen Namen. In Brescia, Cazzago San Martino, Coccaglio, Colombaro, Corte Franca, Livorno (seit 1947) und Manerbio sind Straßen nach ihm benannt.